# Molophilus pullus
Molophilus pullus là một loài ruồi trong họ Limoniidae. Chúng phân bố ở miền Cổ bắc.